# Debate sobre el estado de la nación

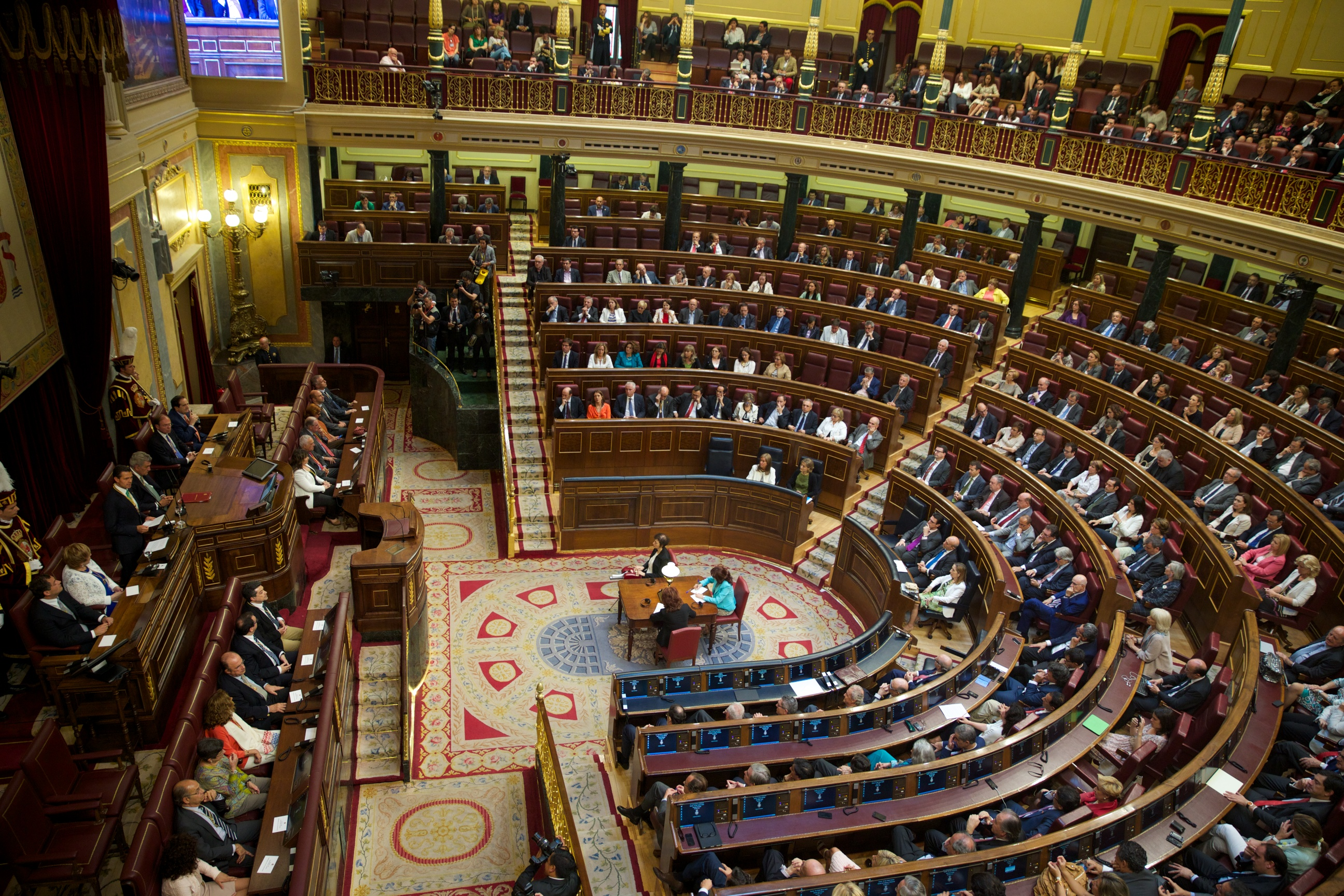
Salón de plenos del Congreso de los Diputados.

El debate sobre el estado de la nación es el que se celebra (con algunas excepciones) anualmente en el Congreso de los Diputados de España para abordar la política general llevada a cabo durante el año por el Gobierno. 
Aunque no está recogido por la Constitución, el debate sobre el estado de la nación se ha establecido como una práctica parlamentaria habitual desde la aprobación de la Carta Magna, celebrándose con carácter anual, exceptuándose las ocasiones en las que no se celebró por coincidir con la convocatoria de elecciones generales (años 1979, 1982, 1986, 1993, 1996, 2000, 2004, 2008, 2016, 2019 y 2023), por no haber pasado ni un año desde la última convocatoria electoral (1990, 2012, 2017), por la dimisión de un presidente de Gobierno en ejercicio (1981), por la aprobación de una moción de censura (2018) o por la declaración del estado de alarma, excepción o sitio (2020). Sólo en tres ocasiones (Adolfo Suárez en 1980 y Pedro Sánchez en 2021 y 2024) el Gobierno se negó a celebrar un debate sobre el estado de la nación con los grupos parlamentarios.
Los asuntos más importantes debatidos históricamente en este tipo de debates son economía, empleo, pensiones, prestaciones sociales, lucha contra el terrorismo, control de la inmigración ilegal, financiación autonómica, la convergencia con la Unión Europea y la política exterior, entre otros, aunque por la naturaleza del debate se puede abordar cualquier tema que, en opinión del Gobierno o de los grupos parlamentarios, sea de interés para la nación.

## Formato
Al no existir una regulación formal específica como tal, el debate se desarrolla según lo previsto para las comunicaciones del Gobierno en el artículo 196 del Reglamento del Congreso de los Diputados, en el cual se especifica lo siguiente:

Artículo 196

1. Cuando el Gobierno remita al Congreso una comunicación para su debate, que podrá ser ante el Pleno o en Comisión, aquél se iniciará con la intervención de un miembro del Gobierno, tras la cual podrá hacer uso de la palabra, por tiempo máximo de quince minutos, un representante de cada Grupo Parlamentario.

2. Los miembros del Gobierno podrán contestar a las cuestiones planteadas de forma aislada, conjunta o agrupadas por razón de la materia. Todos los intervinientes podrán replicar durante un plazo máximo de diez minutos cada uno.

El debate se abre con un discurso sin límite de tiempo del presidente del Gobierno. Acto seguido se suspende la sesión por un espacio de tiempo mayor de dos horas y menor de veinticuatro horas, reanudándose con la intervención de los portavoces de los grupos parlamentarios por espacio de treinta minutos. Los grupos parlamentarios intervienen de mayor a menor representación en la Cámara, salvo el grupo parlamentario al que pertenezca el presidente del Gobierno (en el caso de que fuere diputado), que interviene siempre en último lugar. El presidente del Gobierno puede intervenir en cualquier momento del debate, sin límite de tiempo. También puede intervenir en cualquier momento del debate cualquier miembro del Gobierno, sin límite de tiempo, si es previamente autorizado para ello por el presidente del Gobierno.
En el caso de que un grupo parlamentario sea respondido por el presidente o por otro miembro del Gobierno, dicho grupo tendrá derecho a un segundo turno, de réplica, de diez minutos y, de obtener nuevamente una contrarréplica del Gobierno, el presidente de la Cámara podrá, si lo estima oportuno, autorizar una tercera y última intervención de dicho grupo por espacio de tres minutos.
Una vez concluido el debate, se presentan las propuestas de resolución de los grupos parlamentarios, que serán debatidas y votadas en una sesión parlamentaria posterior. A partir de 2005 inclusive, y a propuesta del Gobierno, se optó por separar el debate en sí de la defensa y votación de las propuestas de resolución.

## Historia
Desde la aprobación de la Constitución, y hasta 2023, inclusive, se han celebrado 26 debates: durante los gobiernos de Felipe González se celebraron diez; durante los gobiernos de José M.ª Aznar, seis; durante los gobiernos de José Luis Rodríguez Zapatero, seis; durante los gobiernos de Mariano Rajoy, tres, y durante los gobiernos de Pedro Sánchez, uno.. 
Hubo tres debates (1980, 2021 y 2024) que no se celebraron por decisión del Gobierno sin una causa justificada que lo impidiera. Adolfo Suárez, en una ocasión, y Pedro Sánchez, en dos, fueron los responsables de ello.

## Debates por legislatura y año
| Legislatura      | Duración  | Presidente del Gobierno | Presidente del Gobierno      | Partido                      | Años              |
| ---------------- | --------- | ----------------------- | ---------------------------- | ---------------------------- | ----------------- |
| Constituyente    | 1977-1979 |                         | Adolfo Suárez González       | UCD                          | No se celebró     |
| I legislatura    | 1979-1981 |                         | Adolfo Suárez González       | UCD                          | No se celebró     |
| I legislatura    | 1981-1982 | Leopoldo Calvo Sotelo   |                              | UCD                          | No se celebró     |
| II legislatura   | 1982-1986 |                         | Felipe González Márquez      | PSOE                         | 1983, 1984 y 1985 |
| III legislatura  | 1986-1989 | 1987, 1988 y 1989       | Felipe González Márquez      | PSOE                         |                   |
| IV legislatura   | 1989-1993 | 1991 y 1992             | Felipe González Márquez      | PSOE                         |                   |
| V legislatura    | 1993-1996 | 1994 y 1995             | Felipe González Márquez      | PSOE                         |                   |
| VI legislatura   | 1996-2000 |                         | José María Aznar López       | PP                           | 1997, 1998 y 1999 |
| VII legislatura  | 2000-2004 | 2001, 2002 y 2003       | José María Aznar López       | PP                           |                   |
| VIII legislatura | 2004-2008 |                         | José Luis Rodríguez Zapatero | PSOE                         | 2005, 2006 y 2007 |
| IX legislatura   | 2008-2011 | 2009, 2010 y 2011       | José Luis Rodríguez Zapatero | PSOE                         |                   |
| X legislatura    | 2011-2016 |                         | Mariano Rajoy Brey           | PP                           | 2013, 2014 y 2015 |
| XI legislatura   | 2016      | No se celebró           | Mariano Rajoy Brey           | PP                           |                   |
| XII legislatura  | 2016-2018 | No se celebró           | Mariano Rajoy Brey           | PP                           |                   |
| XII legislatura  | 2018-2019 | No se celebró           |                              | Pedro Sánchez Pérez-Castejón | PSOE              |
| XIII legislatura | 2019      | No se celebró           |                              | Pedro Sánchez Pérez-Castejón | PSOE              |
| XIV legislatura  | 2019-2023 | 2022                    |                              | Pedro Sánchez Pérez-Castejón | PSOE              |
| XV legislatura   | 2023-     | Aún no se ha celebrado  |                              | Pedro Sánchez Pérez-Castejón | PSOE              |

## Retransmisión
Debido a su interés social, RTVE lo emite en riguroso directo y sin anuncios, en abierto y para todo el territorio nacional, por una emisora de radio y un canal de televisión, además de en su página web (desde su creación en 1986). El debate de 1983 también fue narrado por el periódico público Pueblo, como parte de sus obligaciones de servicio público.
Radio 5, el Canal 24 horas y la web RTVE.es son los medios de comunicación encargados de su retransmisión (anteriormente a la creación de éstos venía emitiéndolo Radio 1 en emisión radiofónica y La 2 en emisión de televisión). Además, cualquier otra emisora de radio, de televisión, web o periódico tiene la posibilidad de emitirlo y de difundirlo también, en directo y/o en diferido, total o parcialmente.
El debate también puede seguirse, en directo, a través de Radio Exterior, de TVE Internacional y de la web RTVE.es, por todos los españoles desde el extranjero.